# Diplognatha montana
Diplognatha montana är en skalbaggsart som beskrevs av Hermann Julius Kolbe 1892. Diplognatha montana ingår i släktet Diplognatha och familjen Cetoniidae. Inga underarter finns listade i Catalogue of Life.